# Praça do Skate
A Praça do Skate, oficialmente Praça Ricardo Xavier da Silveira, é uma praça situada no bairro do Centro, na URG Centro da cidade fluminense de Nova Iguaçu. Localiza-se entre as ruas Doutor José Brigagão Ferreira, Rua Comendador Soares, Avenida Doutor Mário Guimarães em frente ao Viaduto Padre João Musch. Possui uma área de aproximadamente 5,6 mil m².
A praça é conhecida por sua pista de skate, inaugurada em dezembro de 1976. O projeto da pista foi desenvolvido pelo desenhista e skatista Sérgio Alexandre e pelo diretor de obras Henrique Reina. É considerada a primeira pista de skate da América Latina. Em 2013, estreou um documentário, intitulado Praça do Skate – A primeira pista da América Latina, que reuniu depoimentos de pioneiros do esporte, idealizadores da pista e responsáveis pela obra. O seu desenho se mantém desde a inauguração.
Além da pista de skate, a praça também conta com: academia da terceira idade; bicicletários; quadras poliesportiva e de vôlei de praia; mesas de tênis de mesa e de futmesa; e parque infantil.
O nome oficial do logradouro é uma homenagem a Ricardo Xavier da Silveira, que foi prefeito de Nova Iguaçu entre 1936 e 1937. 